# Rhipidia (Rhipidia) punctoria
Rhipidia (Rhipidia) punctoria is een tweevleugelige uit de familie steltmuggen (Limoniidae). De soort komt voor in het Neotropisch gebied.